# Крафт, Келли
Келли Найт Крафт (англ. Kelly Knight Craft), урождённая Гилфойл (англ. Guilfoil; род. 24 февраля 1962, округ Фейетт, Кентукки, США) — американский политический деятель, дипломат. Постоянный представитель США при ООН с 30 июля 2019 по 20 января 2021 года.
Посол Соединённых Штатов Америки в Канаде с 23 октября 2017 по 30 июля 2019 года.

## Биография
Дочь ветеринара Бобби Гилфойла и Шерри Дейл Гилфойл. Её отец был активистом Демократической партии, возглавлял партию в округе Баррен, Кентукки. Выросла в городе Глазго, штат Кентукки, и окончила среднюю школу в Глазго в 1980 году.
Получила степень бакалавра в Кентуккийском университете в 1984 году.
В 2004 году была видным сторонником Джорджа Буша-младшего. На президентских выборах в 2016 году Найт Крафт и её муж поддерживали сенатора Марко Рубио и бизнесмена Дональда Трампа.
В 2007 году президент Джордж Буш назначил Крафт альтернативным делегатом в ООН, где она сосредоточила своё внимание на участии США в делах Африки.
Была делегатом на Республиканском национальном съезде в 2016 году от штата Коннектикут. Возглавляла Kelly G. Knight LLC, консультационную фирму в Лексингтоне.
Работала в совете попечителей университета Кентукки с августа 2016 года. Почётный доктор Морхедского университета.
15 июня 2017 года президент Дональд Трамп назначил Найт Крафт на должность посла в Канаде. Её кандидатура была утверждена Сенатом 3 августа (вступила в должность 23 октября).
С 2017 по 2019 год являлась послом США в Канаде.
22 февраля 2019 года президент Трамп предложил кандидатуру Крафт на должность посла в ООН.
30 июля 2019 года Сенат США проголосовал за её кандидатуру на пост постпреда США в ООН.
12 сентября 2019 года вступила в должность.

## Сирийский вопрос
19.02.2020, выступая на заседании Совбеза ООН, Крафт заявила, что противостояние России и Турции привело к хаосу на севере Сирии. По словам Крафт, договоренности в Астане перестали работать, что привело к гуманитарной катастрофе в Идлибе. Она призвала Совет Безопасности ООН взять ситуацию в Идлибе под контроль и добавила, что США уже в ближайшее время приложат все усилия для экономической и дипломатической изоляции режима Башара Асада. 

## Личная жизнь
В апреле 2016 года вышла замуж за Джо Крафта, миллиардера, управляющего компании Alliance Resource Partners, L.P., третьего по величине производителе угля в восточной части США.